# Lutzomyia torvida
Lutzomyia torvida är en tvåvingeart som beskrevs av Young D. G., Morales A., Ferro C. 1994. Lutzomyia torvida ingår i släktet Lutzomyia och familjen fjärilsmyggor.
Artens utbredningsområde är Colombia. Inga underarter finns listade i Catalogue of Life.